# Vitale levenslijn

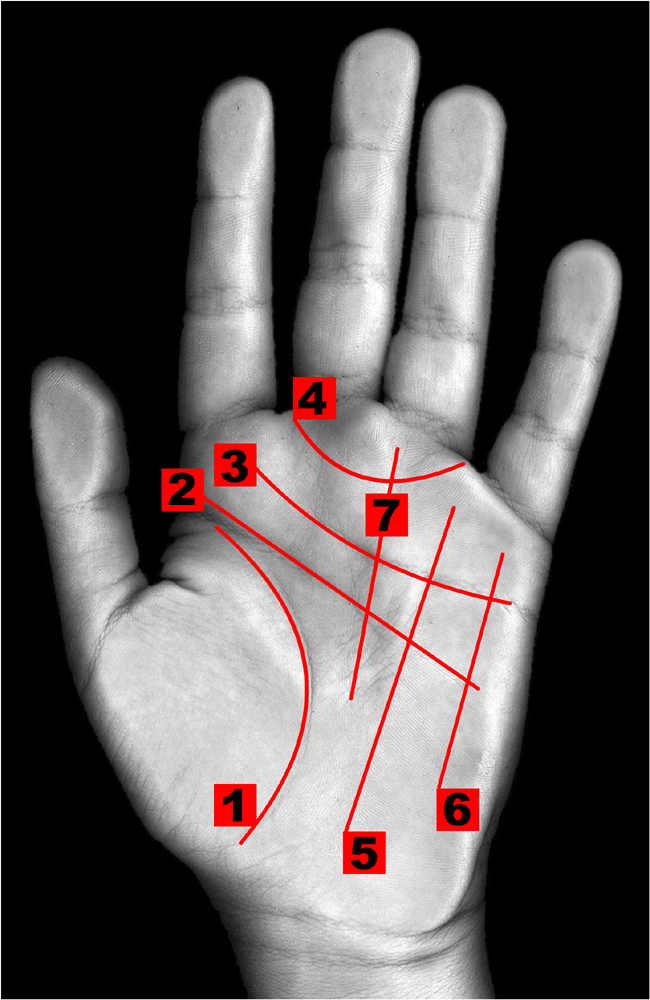

De vitale levenslijn of kortweg levenslijn (Engels: lifeline) is een diagonale lijn die snijdt met de handpalm. Er wordt geloofd dat deze de grote gebeurtenissen aanduidt in iemands leven. Handlezers kunnen deze lijn interpreteren. Dit wordt handlijnkunde genoemd. De lijn begint op de rand van het hand tussen de wijsvinger en de duim. Het strekt zich uit over het midden van de handpalm en gaat rond de basis van de duim.